# Jill Tarter
Jill Cornell Tarter (ur. 16 stycznia 1944) – amerykańska astronom i astrobiolog, dyrektor Centrum Instytutu SETI. Popierała kandydaturę Bernarda Olivera na członka programu SETI.

## Życiorys
Jill Tarter ukończyła studia na Uniwersytecie Cornell. Pracowała także przy kilku naukowych projektach. Najważniejszym z nich było poszukiwanie życia pozaziemskiego. Od 1992 jest dyrektorem projektu NASA pod patronatem Instytutu SETI. Po śmierci Bernarda M. Olivera Jill Tarter została dyrektorem programu poszukiwania inteligencji pozaziemskiej. Była także inspiracją do nakręcenia filmu Kontakt (była pierwowzorem głównej bohaterki filmu, Ellie Arroway, odtwarzanej przez Jodie Foster). Sam film oparty był na książce Carla Segana o tym samym tytule.
Na jej cześć nazwano planetoidę (74824) Tarter.